# Mikami Yoshio
Mikami Yoshio (jap. 三上 義夫; * 16. Februar 1875 in Kōtachi (heute Teil des Stadtteils Kōda, Akitakata), Präfektur Hiroshima; † 31. Dezember 1950 in Hiroshima) war ein japanischer Mathematikhistoriker und Mathematiker.
Mikami, der Sohn eines Landbesitzers, besuchte die 2. Höhere Schule, einer der Vorläufer der heutigen Universität Tōhoku, die er jedoch wegen Krankheit vorzeitig verließ. Ab 1911 studierte er Philosophie an der prestigeträchtigen Kaiserlichen Universität Tokio. 1913 veröffentlichte er bei Teubner in Leipzig ein Buch über die Geschichte der Mathematik in Japan und China. 1914 folgte eine Geschichte der Mathematik in Japan mit dem US-amerikanischen Mathematikhistoriker David Eugene Smith. Diesen folgten weitere Monographien, die aber nur auf Japanisch erschienen.
Er ist vor allem für seine Arbeiten zur Geschichte japanischer Mathematik (Wasan) bekannt. In einer Aufsatzreihe in den 1930er Jahren befasste er sich speziell mit dem Mathematiker Seki Takakazu (Seki Kōwa).
Mikami war nach ersten Ansätzen des britischen Missionars Alexander Wylie derjenige, der im Westen genauere Kenntnisse der chinesischen Mathematikgeschichte vermittelte, wobei er sich in seiner ersten Monographie von 1913 vor allem auf die Sammlung von Mathematikerbiographien (Chouren zhuan) von 1799 von Ruan Yuan (1764–1849) stützte. Seine Bücher zur japanischen Mathematik sind Standardwerke.

## Schriften
- Mathematical papers from the far east, Zeitschrift für Mathematik und Physik, Band 28, Teubner, Leipzig und Stechert, New York 1910
- Development of mathematics in China and Japan, Teubner, Leipzig (Abhandlungen zur Geschichte der Mathematik, Band 30) 1912  und Stechert, New York 1913, Chelsea Reprint 1961
- mit David Eugene Smith: History of Japanese Mathematics, Chicago, The Open Court Publishing Company 1914, Dover 2004, Online
- Bunkashi jōyori Mitaru Nihon no Sūgaku (文化史上より見たる日本の數學, wörtlich: „Japanische Mathematik aus dem Blickwinkel der Kulturgeschichte“). Tokio, Sogemasha 1947 (japanisch)
- Probleme Magischer Quadrate in der japanischen Mathematik, Tokio 1917 (japanisch)